# Papurana jimiensis
Papurana jimiensis (Tyler, 1963) è una specie di rana della famiglia delle Ranidae.

## Distribuzione e habitat
Si trova in Indonesia e Papua Nuova Guinea.
I suoi habitat naturali sono le foreste subtropicali o tropicali umide delle pianure, i fiumi, e la foresta pesantemente degradata.